# Kotonizace
Kotonizace (angl.: cottonizing, něm.: Kotonisierung) je rozklad svazku lýkových technických vláken na jednotlivá elementární vlákna. Účelem je „zbavlnění“ (bavlna = cotton), to znamená, že kotonizovaný materiál se má svými vlastnostmi přiblížit bavlněným vláknům tak, aby se dal spřádat bavlnářskou technologií a nebo na způsob výroby mykané vlněné příze. 

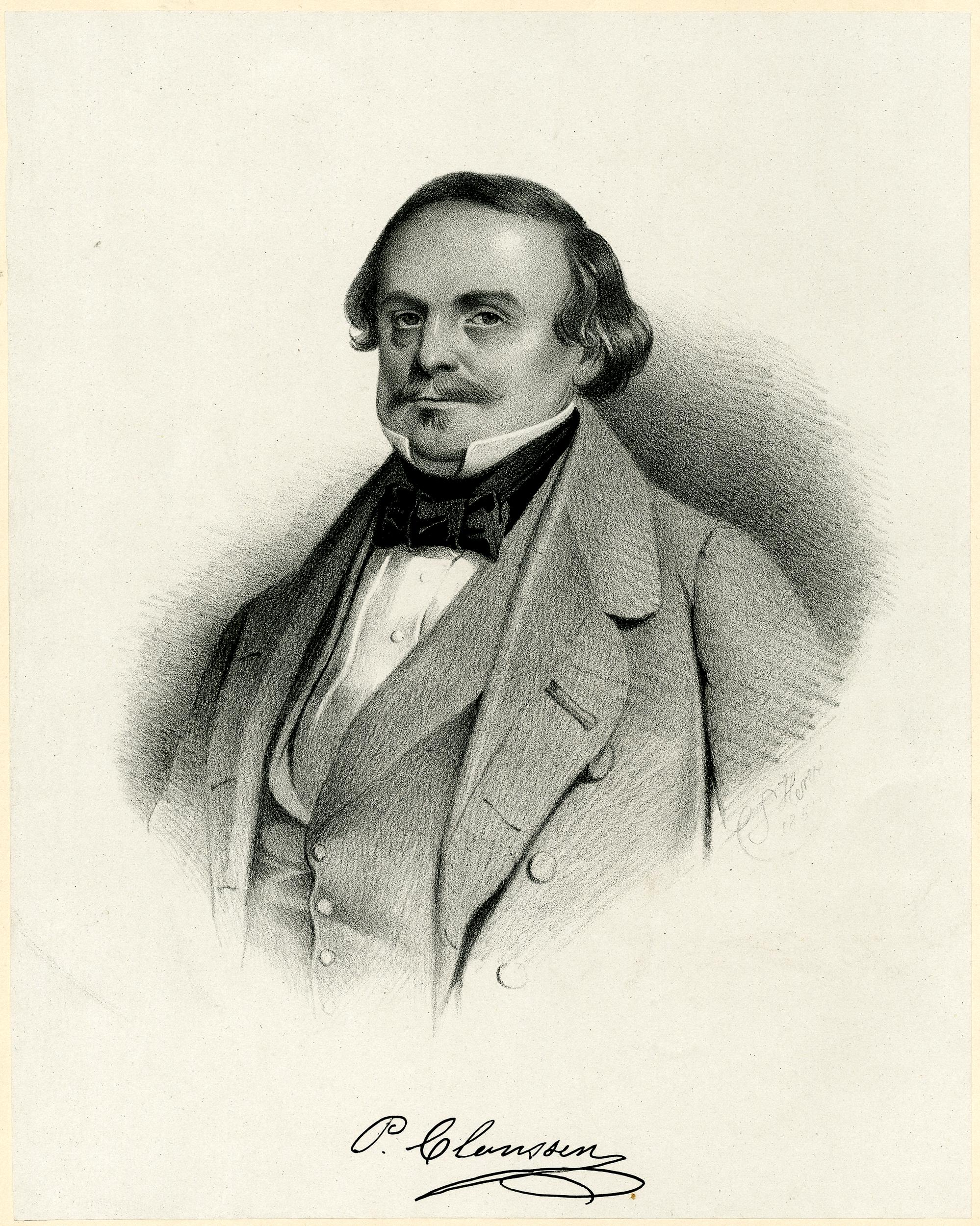
P.Claussen, vlastník prvního patentu na výrobu a spřádání kotonizovaných vláken (litografie z roku 1851)

## Z historie kotonizace
Němec M.Ahnesorge chtěl v roce 1848 v Anglii vyzkoušet a přihlásit patent na štěpení lněných vláken. Politik Claussen (člen Brazilského institutu) mu nabídl spolupráci a kapitál do 500 000 £ s podmínkou, že patent bude přihlášen na jeho jméno. 
Štěpení lnu se mělo provádět v roztoku hydrouhličnanu, sody a zředěné kyseliny uhličité, elementární vlákna se pak stříhala na délku bavlny. Podle severoamerických novinových zpráv z roku 1850 nechal Claussen předvést publiku výrobu příze z vláken štěpeného (kotonizovaného) lnu podle jeho patentu. Příze měla dosáhnout jemnosti 5 tex.

## Kotonizace v 21. století

### Surovina
Jako surovina k průmyslové kotonizaci se nejčastěji používá lněná a konopná koudel, jejichž celosvětový výskyt se odhadoval např. v roce 2021 na 350 000 tun. Jen menší část se kotonizuje, většina koudele se používá k výrobě papíru a ke zpevnění vláknových kompozitů. 

### Způsob výroby
Vedle původního zpracování lýkových vláken řídkými louhy  jsou v 21. století známé technologie kotonizace
- enzymatická– s pomocí různých pektinů[8]
- biologická – mikroorganizmy s dusíkatými přísadami
- chemická – v zásadní nebo kyselé lázni, s oxidačními nebo redukčními činidly

Tyto metody se často používají v kombinaci s mechanickým zpracováním (vytřásání, potěrání, protahování a pod) 
Kotonizací se má dosáhnout změna fyzikálních vlastností vláken – jak ukazují příklady v následující tabulce:
| Kotonizovaná vlákna          | Kotonizovaná vlákna          | Kotonizovaná vlákna          | Kotonizovaná vlákna          | Len      | Len      | Len      | Len      | Konopí   | Konopí   | Konopí   | Konopí   |
| Vlastnosti/Stupeň zpracování | Vlastnosti/Stupeň zpracování | Vlastnosti/Stupeň zpracování | Vlastnosti/Stupeň zpracování | vochlov. | vochlov. | kotoniz. | kotoniz. | vochlov. | vochlov. | kotoniz. | kotoniz. |
| délka (mm)                   | 300-800                      | 300-800                      | 46-51                        | 46-51    | 350-400  | 350-400  | 34-36    | 34-36    |          |          |          |
| jemnost (tex)                | 3-6                          | 3-6                          | 0,6-1,0                      | 0,6-1,0  | 8-12     | 8-12     | 1,5      | 1,5      |          |          |          |
| nečistoty (%)                | 17-20                        | 17-20                        | 4-7                          | 4-7      | 12-20    | 12-20    | 5-6      |          |          |          |          |

Údaje o rozsahu a nákladech na výrobu kotonizovaných vláken nejsou publikovány. Z internetu je známý příklad lněných kotonizovaných vláken nabízených v roce 2016 na asijském trhu za cca 2,20 €/kg (cca stejná cena platila pro středněvlákennou bavlnu).
Věština kotonizovaných vláken pochází v 21. století z Číny. V Evropě je známá jen jedna litevská firma s nabídkou kotonizovaného lnu s parametry vláken: jemnost 1,5-3 tex, délka 40-50 mm, pevnost 27 cN/tex.

### Příze
Pro přípravu výroby příze z kotonizovaných vláken nabízejí evropské strojírny speciální výrobní linky, na kterých se dá zpracovávat také příměs recyklovaných bavlněných odpadů ke kotonizovaných vláknům. 
Většina kotonizovaných vláken se dopřádá na rotorových strojích, jako hranice výpředu se uvádí pro
- 100 % kotonizovaného lnu 83 tex a
- směsi lnu s umělými vlákny nebo bavlnou:

70 % lnu = do 56 tex, 50 % lnu = do 42 tex, 30% lnu = do 30 tex

### Použití přízí ze směsi bavlna/kotonizovaný len (resp. bavlna/koton. konopí)
(doporučení) 
Tkaniny: svrchní oděvy 186–430 g/m2, osnova ze skané příze 30–50 × 2 tex, útek 100–110 tex
ložní prádlo 280 g/m2, osnova a útek 40 tex
Pleteniny: spodní prádlo 220 g/m2, příze 50 tex (směs 56/44 bavlna/konopí)
Krajky: 200 g/m2, příze 50 tex (směs 65/35 len/bavlna)
Množství zpracovávaných přízí s obsahem kotonizovaných vláken nebylo do roku 2015 známé ani z Evropy ani celosvětově.